# Echthodopa formosa
Echthodopa formosa là một loài ruồi trong họ Asilidae. Echthodopa formosa được Loew miêu tả năm 1872. Loài này phân bố ở vùng Tân Bắc giới.